# Parigi-Roubaix femminile 2021
La Parigi-Roubaix femminile 2021, prima edizione della corsa, valevole come sedicesima prova dell'UCI Women's World Tour 2021 categoria 1.WWT, si svolse il 2 ottobre 2021 su un percorso di 116,4 km, con partenza da Denain e arrivo a Roubaix, in Francia. Originariamente prevista l'11 aprile 2021, la corsa, già cancellata nel 2020 a causa della pandemia di COVID-19, venne successivamente posticipata al 2 ottobre, a causa di ulteriori restrizioni per il contenimento della pandemia in Francia, decise nella primavera del 2021. La vittoria fu appannaggio della britannica Elizabeth Deignan, la quale completò il percorso in 2h56'07", alla media di 39,656 km/h, precedendo l'olandese Marianne Vos e l'italiana Elisa Longo Borghini.
Sul traguardo del Velodromo di Roubaix 61 cicliste, su 129 partite da Denain, portarono a termine la competizione.

## Squadre e corridori partecipanti
| N.      | Cod. | Squadra                   |
| ------- | ---- | ------------------------- |
| 1-6     | VAL  | Valcar-Travel & Service   |
| 11-16   | TFS  | Trek-Segafredo            |
| 21-26   | JVW  | Jumbo-Visma Women Team    |
| 31-36   | SDW  | Team SD Worx              |
| 41-46   | LIV  | Liv Racing                |
| 51-56   | MOV  | Movistar Team Women       |
| 61-66   | WNT  | Ceratizit-WNT Pro Cycling |
| 71-76   | CSR  | Canyon-SRAM Racing        |
| 81-86   | DSM  | Team DSM                  |
| 91-96   | GFC  | FDJ Nouvelle-Aquitaine    |
| 101-105 | ALE  | Alé BTC Ljubljana         |

| N.      | Cod. | Squadra                       |
| ------- | ---- | ----------------------------- |
| 111-115 | BEX  | Team BikeExchange             |
| 121-126 | PHV  | Parkhotel Valkenburg          |
| 131-136 | TIB  | Team Tibco-SVB                |
| 141-146 | ARK  | Arkéa Pro Cycling Team        |
| 151-156 | LSL  | Lotto-Soudal Ladies           |
| 161-166 | NXG  | NXTG Racing                   |
| 171-176 | DRP  | Drops-Le Col s/b TEMPUR.      |
| 181-185 | BPK  | BePink                        |
| 191-197 | SRC  | Stade Rochelais               |
| 201-207 | HPU  | Team Coop-Hitec Products      |
| 211-217 | DVE  | Doltcini-Van Eyck-Proximus CT |

## Ordine d'arrivo (Top 10)
| Pos. | Corridore            | Squadra   | Tempo    |
| ---- | -------------------- | --------- | -------- |
| 1    | Elizabeth Deignan    | Trek      | 2h56'07" |
| 2    | Marianne Vos         | Jumbo     | a 1'17"  |
| 3    | Elisa Longo Borghini | Trek      | a 1'47"  |
| 4    | Lisa Brennauer       | Ceratizit | a 1'51"  |
| 5    | Marta Bastianelli    | Alé       | a 2'10"  |
| 6    | Emma Norsgaard       | Movistar  | s.t.     |
| 7    | Franziska Koch       | DSM       | s.t.     |
| 8    | Audrey Cordon-Ragot  | Trek      | s.t.     |
| 9    | Marta Cavalli        | FDJ       | s.t.     |
| 10   | Chantal Blaak        | SD Worx   | s.t.     |